# Junto Taguchi
Junto Taguchi (japanisch 田口 潤人 Taguchi Junto; * 28. September 1996 in Nagoya) ist ein japanischer Fußballspieler.

## Karriere
Taguchi erlernte das Fußballspielen in der Jugendmannschaft von Yokohama F. Marinos. Hier unterschrieb er 2015 auch seinen ersten Profivertrag. Der Verein aus Yokohama spielte in der ersten japanischen Liga, der J1 League. 2017 wurde er an den Drittligisten Fujieda MYFC ausgeliehen. Für den Verein aus Fujieda absolvierte er 21 Drittligaspiele. 2018 wechselte er nach Niigata zum Zweitligisten Albirex Niigata. Für Albirex kam er in der zweiten Liga nicht zum Einsatz. 2020 wechselte er zum ebenfalls in der zweiten Liga spielenden FC Ryūkyū. Am Ende der Saison 2022 belegte Ryūkyū den vorletzten Tabellenplatz und musste in die dritte Liga absteigen. Nach insgesamt 87 Ligaspielen wechselte er im Januar 2024 zum Zweitligisten Renofa Yamaguchi FC.